# Sharon (Oklahoma)
Sharon – miasto w Stanach Zjednoczonych, w stanie Oklahoma, w hrabstwie Woodward.